# Nasa sanagoranensis
Nasa sanagoranensis är en brännreveväxtart som beskrevs av T.Henning, Weigend och A.Cano. Nasa sanagoranensis ingår i släktet färgkronor, och familjen brännreveväxter. Inga underarter finns listade i Catalogue of Life.